# Irina Odojewcewa
Irina Władimirowna Odojewcewa, właściwie Iraida Gustawowna Iwanowa, z domu Heinike (łot. Iraīda Heinike, ros. Ирина Владимировна Одоевцева, Ираида Густавовна Иванова, Гейнике) (ur. 23 lutego 1895 w Rydze, zm. 14 października 1990 w Petersburgu) – rosyjska poetka i powieściopisarka. Żona poety Gieorgija Iwanowa.
Zaczęła tworzyć pod przemożnym wpływem akmeistów, a zwłaszcza Nikołaja Gumilowa, którego uważała za swojego mistrza. Wchodziła w skład jego grupy Zwuczaszczaja rakowina. Pod wpływem akmeizmu, nazywanego niekiedy też gumilowskim kokonem, pozostawała do połowy XX wieku. Później wypracowała własny styl, bardzo osobisty i liryczny. Napisała też wiele utworów prozą, opowiadających m.in. o emigracyjnym życiu. Najbardziej znane i cenione z nich to wspomnienia Nad brzegami Newy (На берегах Невы 1967) i Nad brzegami Sekwany (На берегах Сены 1983).
Od 1922 roku przebywała na emigracji. Do Rosji wróciła w 1987 roku i zamieszkała w Leningradzie. Pogodnie przyjmowała mało zrozumiałą dla niej rzeczywistość ojczystego kraju, jak chociażby prozaiczne braki w zaopatrzeniu (w rozmowie z dziennikarzem Litieraturnej Gaziety pytała: Dlaczego nie można w sklepie na rogu kupić szynki?).